# Асбест
 Асбе́ст (греч. ἄσβεστος — негасимый, от др.-греч. σβέννυμι — гасить), или горный лён, также амиант, горная пробка, тальковая земля или горное дерево:220-221 — собирательное название ряда тонковолокнистых минералов из класса силикатов, образующих в природе агрегаты, состоящие из тончайших гибких волокон. Применяется в самых различных областях, например в строительстве, автомобильной промышленности и ракетостроении. В настоящее время асбест считается серьёзной угрозой для здоровья и безопасности.
Является канцерогеном первой категории по классификации МАИР.

## История
По всей видимости, от свойств асбеста, из которого делали ритуальные фигурки, пошло предание о саламандре — священной ящерице бога огня, которая будто бы способна жить в пламени и не сгорать на костре. Согласно классической тибетской медицине, асбест «лечит жилы» и делает человека стойким к нагрузкам.
Первые письменные свидетельства об использовании асбеста можно найти у Страбона. Он упоминает о «камнях, которые чешут и прядут из них ткань». Плиний говорил об этом предмете более подробно. «Есть камень для ткани, который растёт в пустынях Индии, обитаемых змеями, где никогда не падает дождя, и потому он привык к жару. Из него делают погребальные рубашки, чтобы заворачивать трупы вождей при сожжении их на костре; из него делают для пирующих салфетки, которые можно раскалять на огне».
Микеланджело, когда ему показали асбестовую ткань и познакомили с её свойствами, назвал этот минерал «настоящими волосами Венеры».
Давно существует легенда о том, как Акинфий Демидов привёз Петру I прекрасную белоснежную скатерть со своего уральского завода. Во время трапезы он демонстративно опрокинул на скатерть тарелку супа, вылил бокал красного вина, а затем скомкал скатерть и бросил её в камин. Затем, достав из огня, показал царю: на ней не осталось ни одного пятнышка. Эта скатерть была сделана из уральского хризотил-асбеста. И в самом деле, демидовские крепостные рабочие достигли совершенства в изготовлении асбестовых тканей. Из них делали ажурные дамские шляпки, перчатки, кошельки, сумочки и кружева. Они не требовали стирки, их кидали в огонь, и через несколько минут после охлаждения их можно было снова носить. При своей эластичности асбестовая ткань прочнее стальной проволоки на разрыв.
В XIX веке канцерогенные свойства асбеста ещё не были известны, и Джордж Фелпс предлагал использовать этот материал в конструкции телефонных трубок. В случае такого применения асбеста влияние на организм абонентов могло быть катастрофическим.

## Классификация

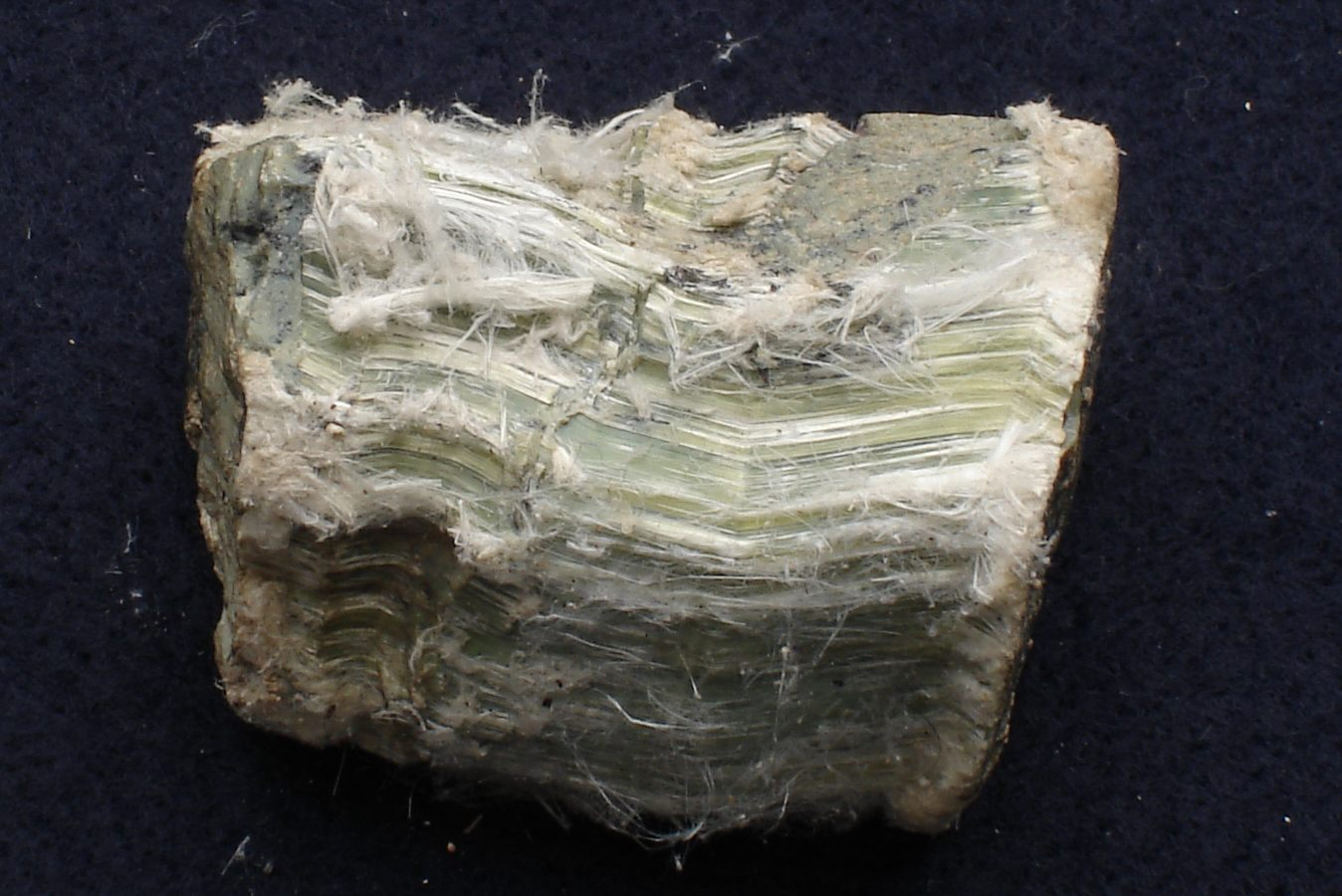
Хризотил-асбест (видны волокна асбеста)

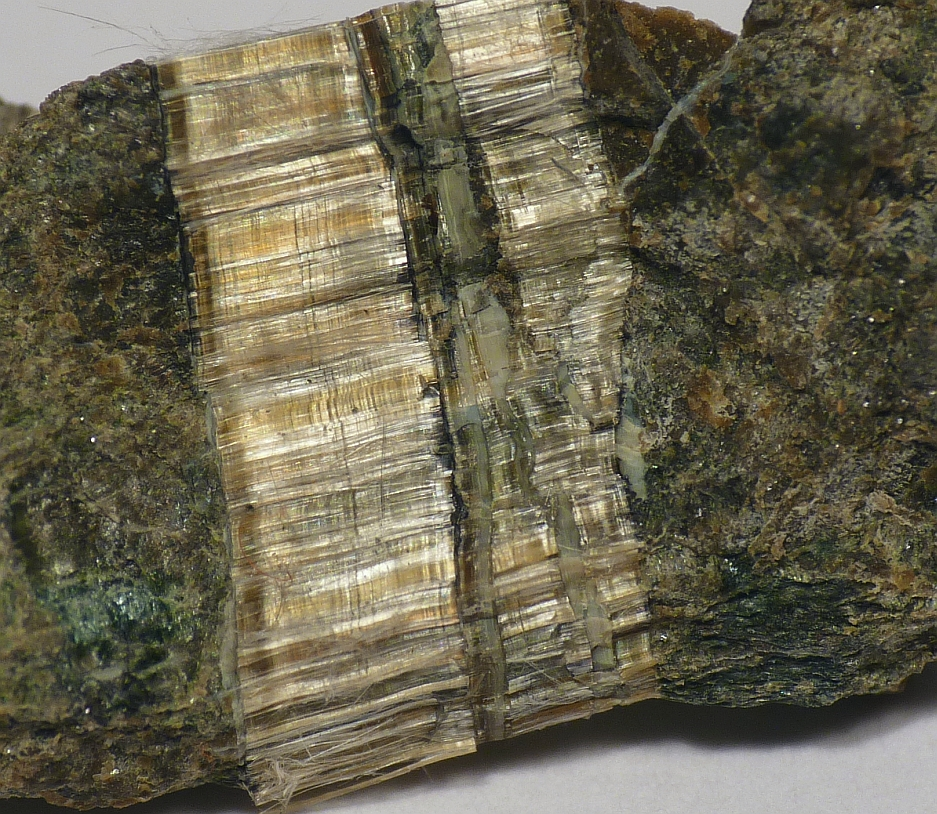
Асбестовая жила в минерале (клинохризотил)

Существует два основных вида асбестов — хризотил-асбест и амфиболовый асбест.
- Хризотил-асбест (белый асбест) — минерал группы серпентина, химическая формула 3MgO•2SiO2•2H2O — гидросиликат магния, структурно относится к слоистым силикатам. Из-за несоразмерности тетраэдрического и октаэдрического слоев в структуре серпентина возникают напряжения, которые компенсируются за счет изгиба Т-О пакетов, что обычно приводит к их «гофрировке», однако в случае хризотила направленность изгиба сохраняется и такие слои закручиваются в трубочки с внешним диаметром около 200 ангстрем (20 нм). Хризотил-асбест стоек к щелочным средам, разлагается в кислотах с образованием аморфного кремнезёма. Элементарные кристаллы хризотила — тончайшие трубочки-фибриллы диаметром в сотые доли микрон. Практически хризотил разделяется на пучки волокон диаметром 10…100 мкм, прочность которых на разрыв составляет 600…800 МПа, что сравнимо с лучшими марками стали. Данный вид асбеста распространен в России.
- Амфиболовый асбест — сложный гидросиликат. Сходен по физико-механическим свойствам с хризотил-асбестом, но имеет существенные отличия от него в кристаллической структуре. Волокнистое строение тремолита связано с его кристаллической структурой: структура ленточная и представляет собой сдвоенные цепочки кремнекислородных тетраэдров, в которых отдельные цепочки слабо связаны катионами магния и кальция. Слабые структурные связи легко рвутся, но сами амфиболовые волокна отличаются высокой стойкостью в нейтральной и кислой среде [4]. Амфиболовые асбесты имеют худшие эксплуатационные характеристики по сравнению с хризотил-асбестом, поэтому применяются значительно реже и там, где требуется устойчивость к кислотам. Амфиболы имеют прямые иглообразные волокна — из-за хрупкости этих структур они образуют частицы, вдыхание которых является канцерогенным фактором. Поэтому этот вид асбеста запрещено использовать в странах Евросоюза, в которых ранее этот вид асбеста широко использовался. Разновидности:
  - крокидолит-асбест или голубой асбест (Na2Fe32+Fe23+)Si8O22(OH)2;
  - амозит-асбест (Fe2+, Mg)7Si8O22(OH)2;
  - тремолит-асбест Ca2Mg5Si8O22(OH)2;
  - антофиллит-асбест (Mg, Fe2+)7Si8O22(OH)2;
  - актинолит-асбест Ca2(Mg, Fe2+)5Si8O22(OH)2.

Также асбест различают по направленности волокон в минералах: параллельно-волокнистые и спутанно-волокнистые. В зависимости от примесей соединений железа, кальция, марганца бывает и разная окраска асбеста, так роговообманковые и авгитовые асбесты белые, серые, бурые, красновато-бурые, почти чёрные; хризотиловые — золотисто-жёлтые, серебристо-белые, зеленоватые, синеватые и синевато-чёрные. К примеру: уральский асбест чисто-зеленоватый, алтайский — золотисто- и зеленовато-жёлтый. По длине волокон алтайские и уральские змеевиковые асбесты достигают 0,2 метров, асбест Ричмонда (Америка) — до 1 метра.

## Химический состав

### Химический состав хризотила
Хризотил по химическому составу представляет собой водный силикат магния, теоретический состав которого отвечает формуле 3MgO∙2SiO2∙2H2O, что соответствует в массовом отношении содержанию в нём MgO — 42,4 %, SiO2 — 44,50 %, и H2O — 13,04 %. Как правило, в нём присутствуют примеси в виде FeO и Fe2O3, содержание которых редко превышает 2 %, причём часть FeO хризотила изоморфно замещает MgO, остальное же количество железа связано с механической примесью магнетита, реже хромита. Количество других примесей (Al2O3, Cr2O3, CaO, NiO, MnO, CuO и щелочи) определяется долями процента. При наличии примесей количество MgO и SiO2  в хризотиле оказываются обычно пониженными до 40 % и менее, колеблется также и содержание конституционной воды, то повышаясь до 14,5—15,0 %, то падая до 11,5—12,0 %. Представление о химическом составе хризотила дано в таблице.
| Компоненты | Баженовское месторождение (Россия) | Тзетфорд (Канада) |
| ---------- | ---------------------------------- | ----------------- |
| SiO2       | 42,60                              | 39,62             |
| Al2O3      | 0,65                               | 0,81              |
| Fe2O3      | 1,04                               | 4,52              |
| FeO        | 0,45                               | 1,90              |
| MgO        | 40,77                              | 39,73             |
| СаО        | 0,03                               | —                 |
| Cr2O3      | —                                  | —                 |
| NiO        | —                                  | —                 |
| MnO        | —                                  | —                 |
| H2O + 105° | 13,46                              | 13,32             |
| H2O — 105° | 0,95                               | 0,43              |
| K2O + Na2O | Следы                              | Нет               |

## Свойства
В чистом виде хризотил обладает низкой электропроводностью, что делает его высококачественным электроизоляционным материалом. К числу важных свойств относятся термические, благодаря которым хризотил обладает высокой теплостойкостью. Кроме того, хризотил нерастворим в воде, химически инертен, на него не действуют ультрафиолетовое излучение, озон, кислород, отсутствуют выделения вредных газов, паров, излучений. Хризотиловое волокно легко распушается в воздушной и водной среде. Обработанный (распушённый) хризотил обладает высокой адсорбционной способностью и проявляет активную адгезию к большинству связующих и дисперсных ингредиентов благодаря большой внутренней поверхности пор между волокнами и возникновению прочных топохимических связей [1].
Физико-химические свойства хризотилового волокна [2]
| № п/п | Показатели                                                                                       | Диапазон числовых значений  |
| ----- | ------------------------------------------------------------------------------------------------ | --------------------------- |
| 1     | Прочность на разрыв, кг•с/мм²                                                                    | более 300                   |
| 2     | Плотность минерала, кг/м³                                                                        | 2400 — 2600                 |
| 3     | Насыпная плотность распушенного хризотила, кг/м³                                                 | 100 — 300                   |
| 4     | Температура плавления, °C                                                                        | 1450 — 1500                 |
| 5     | Коэффициент трения (по железу)                                                                   | 0,8                         |
| 6     | Щелочестойкость, рН                                                                              | 9,1 — 10,3                  |
| 7     | Растворимость, % при кипячении в течение 4 часов: в HCl плотностью 1,19 кг/дм³ в КОН, 25%-ном    | 53,4 — 57,5 0,14 — 1,6      |
| 8     | Теплопроводность, Вт/(м•К)                                                                       | 0,05 — 0,07                 |
| 9     | Коэффициент отражения в диапазоне 400—700 нм, %                                                  | 45 — 78                     |
| 10    | Частота ИК-спектра поглощения (четко разрешенные), см−1                                          | 955, 1030, 1080             |
| 11    | Модуль упругости недеформированных волокон при площади поперечного сечения порядка 0,01 мм², ГПа | 175 — 210                   |
| 12    | рН водной суспензии                                                                              | 9 — 10                      |
| 13    | Сорбционная способность: по дибутилфталату, см³/100 г по йоду, мг/г по водяному пару (при 20 °C) | 40 — 85 1,6 — 1,9 1,6 — 2,5 |

Все асбесты обладают высокой огнестойкостью.

## Месторождения

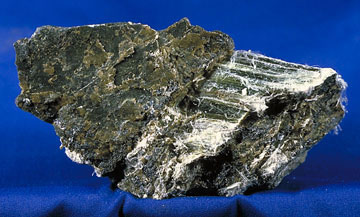
Асбестовая руда

Крупнейшие месторождения асбеста находятся в Канаде (хризотил), ЮАР (крокидолит, амозит, хризотил) и в России (хризотил) на Урале — Баженовское и Киембаевское месторождения. Имеются месторождения асбеста также на Северном Кавказе, в Туве (хризотил) — Ак-Довуракское месторождение, на севере Казахстана (хризотил) — Житикаринское месторождение, в Китае (хризотил), США (хризотил, амфиболы), Бразилии (хризотил), Зимбабве (хризотил), Италии (тремолит, хризотил), Франции (тремолит), Финляндии (антофиллит, рудник закрыт в 1975), в Японии (хризотил, тремолит, актинолит), Австралии (крокидолит, хризотил), на Кипре (хризотил, рудник закрыт в 1988).

## Применение

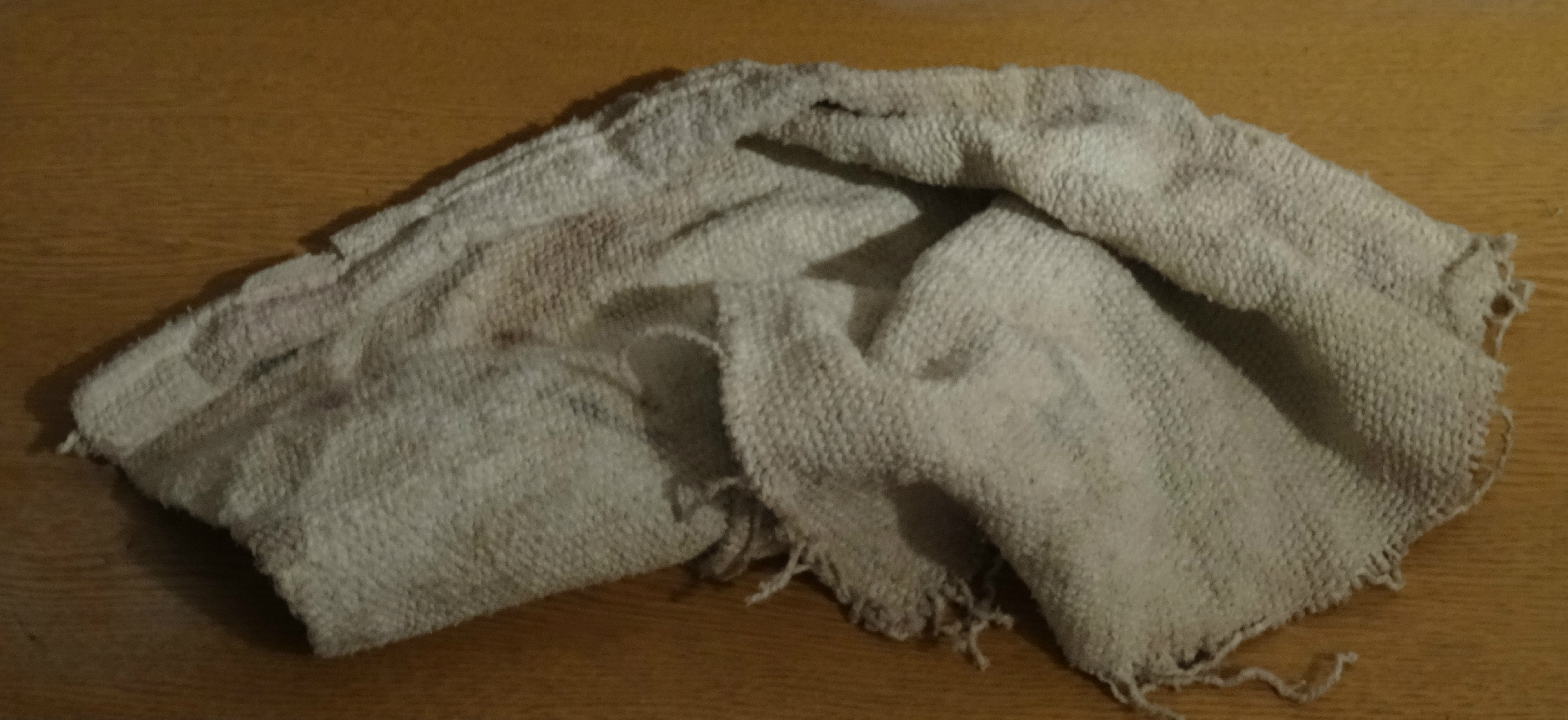
Огнеупорная асбестовая ткань

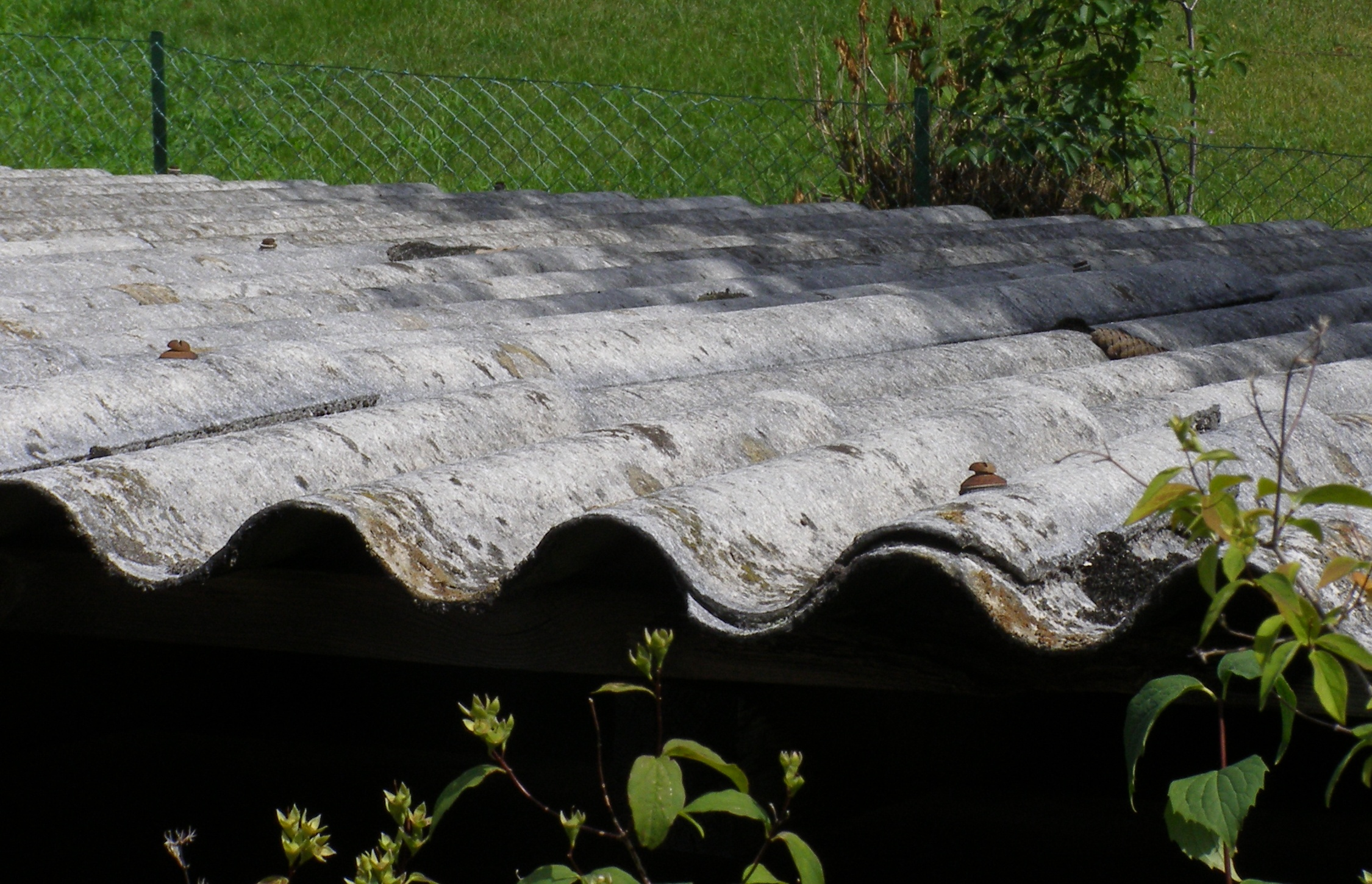
Асбестоцементные волнистые кровельные листы

Асбест использовался в изделиях с древних времён, к примеру в асбестокерамике.
Асбестовые материалы начали широко распространяться в мире в 1930-е годы, а после Второй мировой войны их распространение выросло многократно. Если в 1930-е годы в мире ежегодно добывалось 300 тыс. т асбеста, то в 1945 г. добыча возросла до 750 тыс. т, а через пять лет достигла 1,3 млн т. С 1960-го по 1980 год уровень добычи ещё раз удвоился: с 2,2 млн т до 4,7 млн т..
В 1980 г. начались первые выступления против асбеста. К 1985 г. его добыча снизилась на 400 тыс. тонн в год, а к началу 2000-х годов упала до 2 млн тонн ежегодно.
В Советском Союзе добыча асбеста возросла с 50 тыс. т ежегодно в 1930 г. до 2,5 млн т в 1985 г., после чего добыча упала до 1 млн т в год, а затем снова возросла.
В настоящее время в мировой промышленности используется хризотил-асбест.
Хризотил входит в состав более чем трёх тысяч изделий в самых различных областях техники.
Хризотил используется в производстве:
- кровельных, стеновых изделий (асбестоцементные плоские и волнистые листы, пенобетон);
- труб (хризотилцементные напорные и безнапорные трубы различного диаметра);
- фасадных плит;
- асбестотехнических и теплоизоляционных изделий (ткани, шнуры, картон, фильтры, фрикционные изделия, тормозные ленты, паронит[9] и др.);
- фиксаторов защитного слоя бетона для устройства тоннелей, герметиков;
- резинотехнических материалов, кирпича;
- для приготовления мастик, герметиков, футеровочных составов, органосиликатных покрытий, буровых и тампонажных растворов, асфальтобетонных смесей, приготовления клеевых смесей и замазок, строительных растворов, ремонтно-восстановительных составов.

Также асбестовую ткань или шнуровой асбест применяют в сфере огненных представлений (т. н. fireshow) как материал для обмотки огненного реквизита (фитилей). Пропитанную ружейной смазкой асбестовую нить используют как сальниковую набивку в пулемёте Максима.

## Мировое производство хризотила в 2015 году

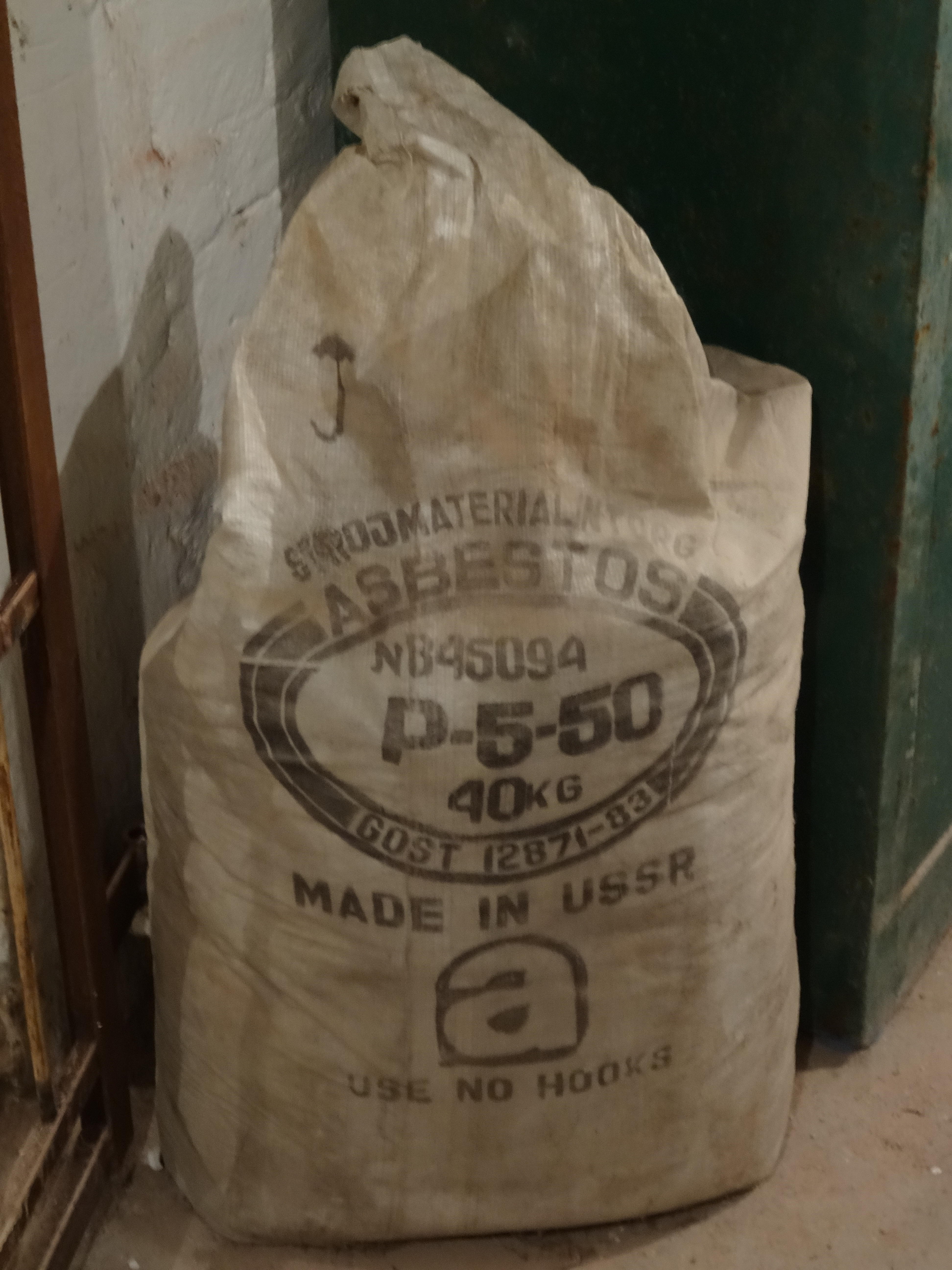
Асбест в фабричной упаковке

|  |

|  |

|  |

|  |

|  |

Источник: Геологическая служба США

## Опасность для здоровья

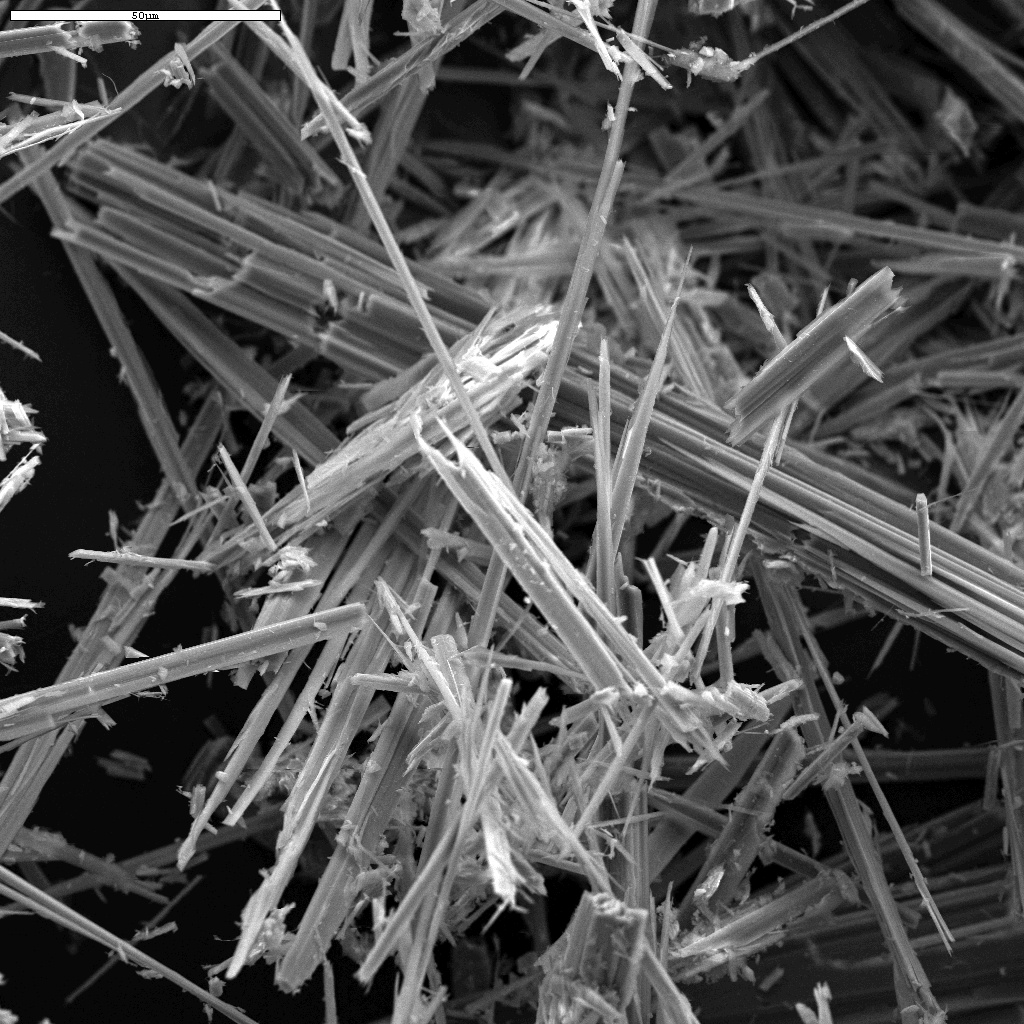
волокна антофиллит-асбеста под электронным микроскопом

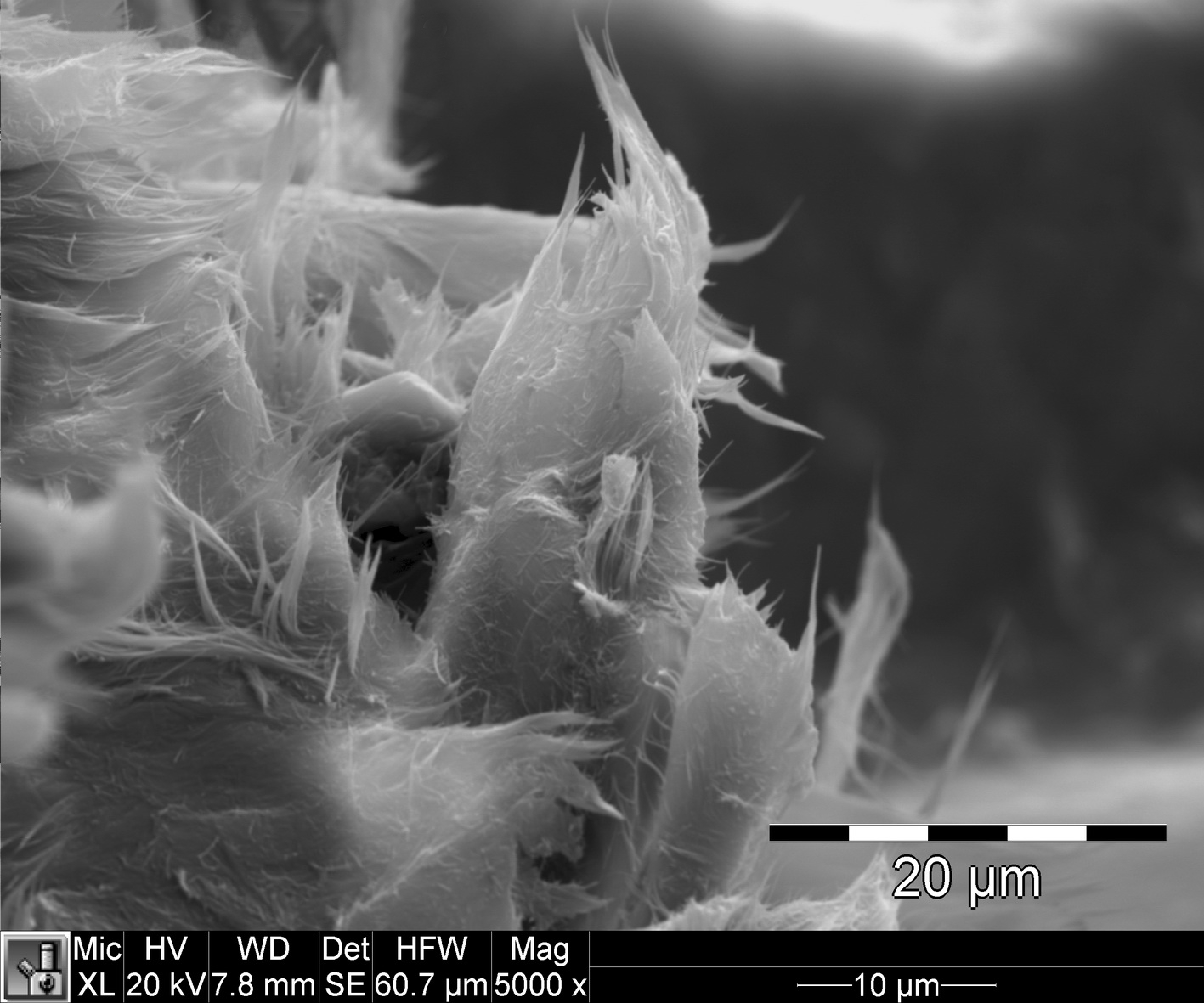
волокна хризотил-асбеста в битуме под электронным микроскопом

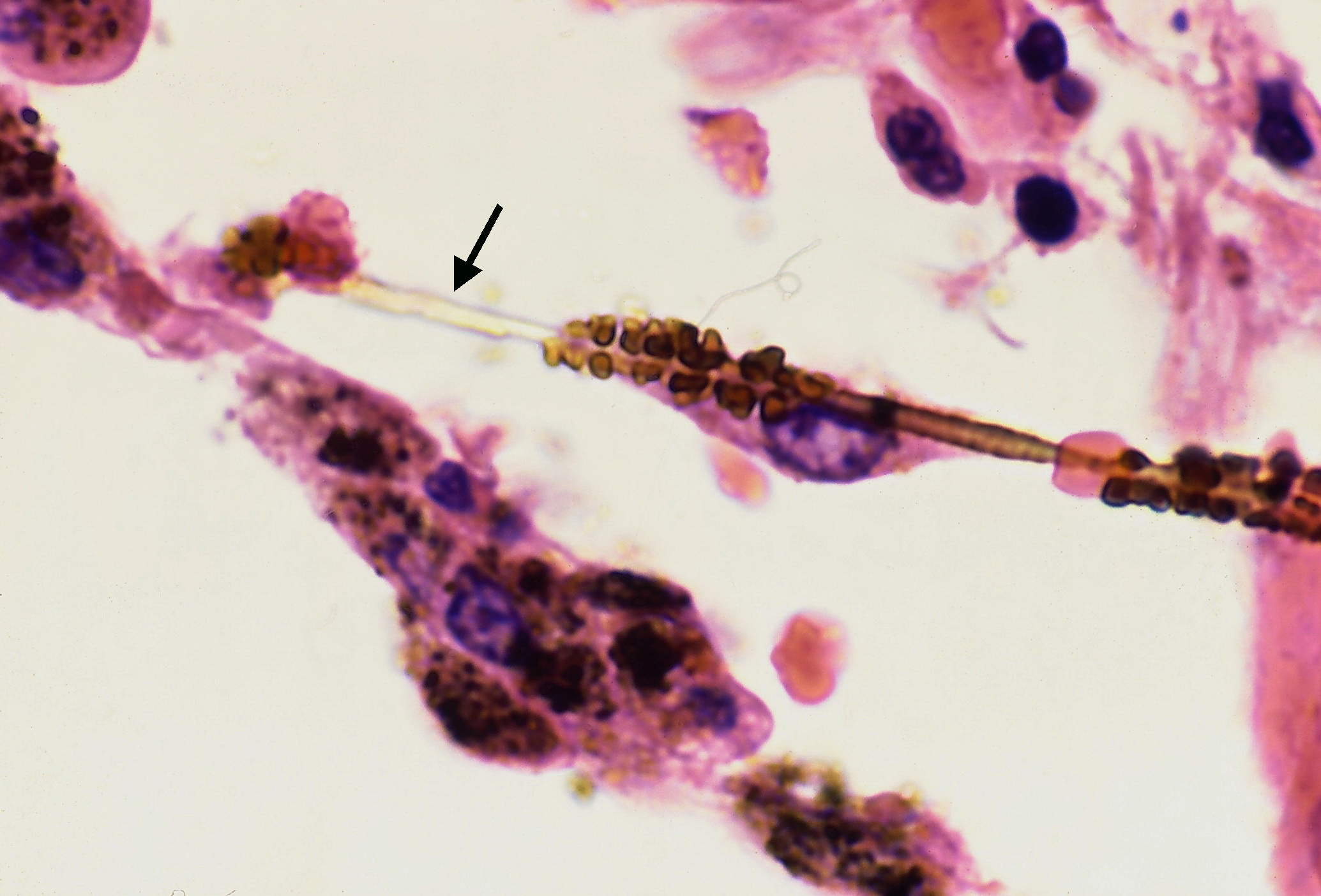
Асбестовое волокно и клетки организма под световым микроскопом (стрелкой показан чистый участок волокна на гистологическом срезе ткани)

Научные данные не оставляют повода для сомнений. Согласно однозначному выводу из оценок ВОЗ и МАИР, хризотил вызывает рак легких, гортани и яичников, мезотелиому и асбестоз независимо от того, является ли его действие при этом менее выраженным или нет, чем у амфиболовых видов асбеста. Этот вывод не может быть поколеблен утверждениями о различиях в физико-химических свойствах.
Пыль асбеста является канцерогенным веществом при попадании в дыхательные пути. Доказательств канцерогенного действия при попадании асбеста с пищей и водой нет. Фиброгенность и канцерогенность волокон разных видов асбеста очень различна и зависит от диаметра и типа волокон. Асбест является причиной асбестоза, плеврита (включая мезотелиому) и рака (рак бронхов, яичников, почек и гортани).
Вредность асбестовых волокон зависит от диаметра и длины волокон. Большие волокна не так вредны, потому что они в основном останавливаются в верхних дыхательных путях, откуда они удаляются ресничками, очень тонкие волокна удаляются иммунной системой. Наиболее опасными являются не длинные волокна (> 5 мкм), а тонкие (до 0,01 мкм) — они проникают в нижние дыхательные пути, проникают в лёгкие, где остаются, и в результате многолетнего раздражения клеток вызывают рак. Риск поглощения асбестовых волокон возникает при работе с асбестовыми минералами и при дроблении и переработке асбестоцементных изделий. Данные о повышенной смертности и заболеваемости работников были замечены давно. Первые упоминания о вредности асбеста появились в 1900—1920 гг. В 1910 году французские исследования подтвердили вредное воздействие асбеста на организм человека. Рак лёгких был признан профессиональным заболеванием у людей, контактирующих с асбестом.
Например, один из крупнейших открытых рудников Европы был в Финляндии в местечке Пааккила. Добыто всего 586 076 тонн Амозит и крокидолит асбеста. Смертность в этой общине достигала 150 % от среднего по стране. Средняя продолжительность жизни мужчин в этом месте в 1970-е годы — 57 лет, в то время как по всей стране было 67 лет. Основная причина смерти бывших работников — рак лёгких. В результате рудник закрыли ещё до международного признания вещества канцерогенным.
Конвенцией № 162 1986 года «Об охране труда при использовании асбеста» (Конвенция МОТ № 162), охватывающей все виды деятельности, связанные с воздействием асбеста на работников в процессе работы, определены защитные и профилактические меры, предупреждающие воздействие асбеста, наблюдение за производственной средой и за состоянием здоровья работников. Правительства стран, ратифицировавших Конвенцию № 162, и их национальные законодательства предусматривают данные защитные и профилактические меры, применительно к своей стране.
Также в соответствии с Рекомендациями № 172 Международной организации труда «Об охране труда при использовании асбеста» (принята в Женеве на 72-й сессии генеральной конференции МОТ в 1986 г.) определено, что в основе запрещения или разрешения на использование определённых разновидностей асбеста и асбестосодержащих изделий и их замены другими веществами должна лежать научная оценка их опасности для здоровья.
При работе с хризотиловыми и другими видами волокон следует контролировать уровень запыленности и соблюдать предельно допустимые концентрации вредных веществ. Соблюдение элементарных санитарно-гигиенических требований при производстве изделий: общая вентиляция, аспирация рабочих мест, использование индивидуальных средств защиты и влажная уборка рабочего места, обеспечивают защиту здоровья работников и безопасность использования хризотила и содержащих его материалов. В изделиях хризотил находится в связанном состоянии (с цементом, гипсом, каучуком, смолами, полимерами, маслом, битумом), поэтому безопасен и во многих странах разрешен к применению в строительстве и промышленности. Но по оценкам ВОЗ: с 2013г. любые виды асбеста запрещены на законодательном уровне более чем в 50 странах, т.к. любые изделия, даже в связанном состоянии, неизбежно со временем деградируют и выбрасывают в воздух асбестовую пыль.

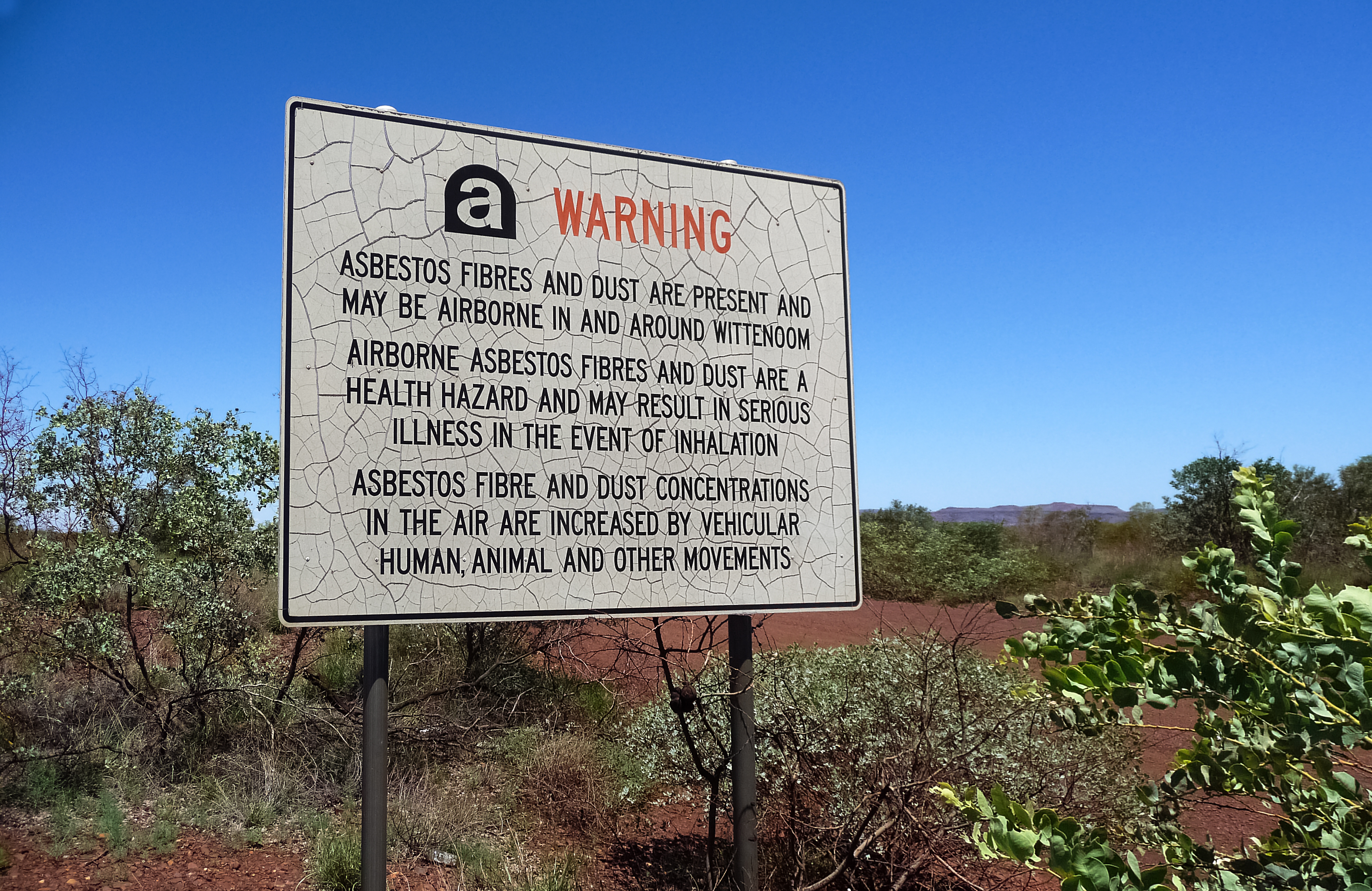
Предупреждающая об опасности табличка в городе Виттенум (Западная Австралия) заброшенном вследствие тотального загрязнения его территории пылью голубого асбеста (крокидолита), который добывали и перерабатывали в его окрестностях.

Амозит (коричневый асбест) и крокидолит (голубой асбест) являются наиболее опасными из асбестовых минералов из-за их долгого нахождения в лёгких вдохнувших их людей.
На основе результатов всесторонних научных исследований канцерогенных веществ Международное агентство по изучению рака отнесло асбест к первой, наиболее опасной категории списка канцерогенов, для которых существуют достоверные сведения о канцерогенности их для человека.
Потребление асбеста в Европе в последнее время быстро сокращается. 1 января 1997 года использование асбеста было запрещено во Франции. C 2005 года применение асбеста в Европейском союзе полностью запрещается.
В Европейском союзе, в частности в Германии и Франции ведётся активная переработка и утилизация асбеста с использованием высокотемпературных термических процессов технологии плазменного плавления неорганического сырья при температурах более 1500—1750 градусов цельсия. Конечным продуктом является сертифицированный, безопасный и остеклованный товарный продукт, обладающий огнеупорными и огнестойкими свойствами.
В развивающихся странах, в которых проживает до 80 % всего населения Земли, хризотил-асбест все ещё используется в различных отраслях промышленности и в строительстве жилья. В России, согласно утверждённому перечню, разрешены к использованию три тысячи видов продукции, содержащей хризотиловый асбест. При этом использование асбестосодержащих материалов, ввиду опасности образуемой асбестовой пыли, в жилых помещениях запрещено либо допускается при обеспечении изоляции проникновения пыли в помещение.
В России предельно допустимая концентрация асбестовой пыли, в том числе хризотил-асбеста, как канцерогенного (вызывает образование злокачественных опухолей при ингаляционном попадании) и фиброгенного (вызывает асбестоз) нормируется:
- в воздухе рабочих зон: максимально разовая — 2 мг/м3 (6 мг/м3 для асбестоцементной пыли), среднесменная — 0,5 мг/м3 (4 мг/м3 для асбестоцементной, асбестобакелитовой и асбесторезиновой пыли)[23];
- в воздухе населённых мест (с содержанием хризотил-асбеста в пыли до 10 %): среднесуточная — 0,06 волокон в 1 мл[24].

С 2024 года в США ввели запрет на производство и использование асбеста.